# Dorel Mihai Constantinescu
Constantinescu Dorel-Mihai
1. Introducere
Fizician (a absolvit în anul 1970 Facultatea de Fizică din cadrul Universității Babeș-Bolyai din Cluj-Napoca), a activat la Uzina G Râmnicu Vâlcea din anul 1970 până în anul 1981, a ocupat funcția de șef al Laboratorului de Calcul (obiect de activitate: modelări și simulări pentru procesul de fabricare a apei grele); contribuție la conducerea procesului de fabricare a apei grele de la Uzina G, contribuție la proiectarea Combinatului de apă grea de la Drobeta Turnu-Severin. Toate aceste activități s-au desfășurat în condiții de secretizare conform legislației de atunci. După anii 1990, în urma unor analize tehnico-științifice, multe lucrări au fost desecretizate și puse la dispoziție celor interesați. Lucrările realizate în intervalul 1970-1990 au fost înregistrate intern, motiv pentru care s-a publicat și comunicat foarte puțin pe acest domeniu al fabricării apei grele.
A înființat și coordonat prima Școală pentru tehnicieni în domeniul nuclear între anii 1976-1981. Între anii 1981 și 1985 a instalat, în premieră, primele calculatoare on-line la PVC, Electroliză și Sodă de pe Platforma Chimică Vâlcea. A realizat și pus în funcțiune primul pilot industrial cu conducere cu calculatorul în regim on-line, unde se instruiau viitori ingineri specialiști în conducerea proceselor industriale.
A înființat primul Laborator de sinergetică în cadrul Centrului Județean de Calcul Electronic Vâlcea în anul 1987.
2. Biografie
Născut la Râmnicu Vâlcea la 26 iunie 1947, absolvent al Liceului „Mircea cel Bătrân” din Râmnicu Vâlcea în anul 1965 (este primul licean care a ocupat funcția de Președinte al Cercului de Fizică al orașului Râmnicu Vâlcea), admis în anul 1965 la Facultatea de Fizică din cadrul Universității Babeș-Bolyai din Cluj-Napoca, pe care a absolvit-o în anul 1970.
La 1 august 1970 a fost angajat la Uzina G din Râmnicu Vâlcea, inițial ca fizician, fiind promovat apoi în anul 1976 ca Șef Laborator de Calcul pentru modelări și simulări ale procesului de fabricare a apei grele. A realizat conducerea offline a procesului de producere a primului gram de apă grea în regimuri staționare și nestaționare. A colaborat direct cu echipa de proiectanți pentru Combinatul de apă grea de la Drobeta Turnu-Severin.
În anul 1981 a fost numit Director al Centrului de Calcul în cadrul CIPA Râmnicu Vâlcea (Centrala Industrială de Produse Anorganice Râmnicu Vâlcea, în componenta căreia intrau 7 mari combinate chimice, printre care și Combinatul de fabricare a apei grele de la Drobeta-Turnu-Severin).
În anul 1985 a fost numit Director al Centrului Județean de Calcul Electronic Vâlcea.
În anul 1992 a fost numit Director al Centrului de Seminarii și Conferințe Râmnicu Vâlcea, sub coordonarea Academiei Române. 
3. Activitatea științifică
- În anul     1976 i se acordă certificat de inventator pentru invenția cu titlul     „Instalație pentru separarea deuteriului prin schimb izotopic” (instalația     de concentrare primară din cadrul instalației de fabricare a apei grele).
- În anul     1977 a obținut titlul de doctor în fizică.
- În anul     1981 Academia Română îi acordă Premiul „Dragomir Hurmuzescu”.
- În anul     1985 a absolvit Facultatea de Științe Economice din cadrul Universității     Craiova.
- În anul     1987 i se acordă certificat de inventator pentru invenția cu titlul „Bandă     de imprimantă și procedeu de realizare a acesteia” (se închide importul     acestui produs consumabil din SUA).

4. Lucrări publicate
Culegeri de probleme
- Dorel     Mihai Constantinescu, Maria Avram, Emilian Frincu, Petre Întorsureanu,     Tatian Tănăsescu, Caiet metodic cu probleme de fizică rezolvate pentru     clasa a XI-a și a XII-a, Editura Școala Vâlceană, Rm. Vâlcea, 1985.
- D. M.     Constantinescu, A. Sîntu, D. Sîntu, M. Perpelea, D. M. Constantinescu, Caiet     metodic în sprijinul candidaților la concursuri și examene, vol. 1 –     Mecanică, Inspectoratul Școlar Județean Vâlcea, Rm. Vâlcea, 1989.
- Dorel     Mihai Constantinescu, Lucian Marinescu-Pașoi, Mircea Marinescu, Rodica     Diaconescu, Caiet metodic cu probleme de fizică rezolvate pentru clasa     a X-a, Editura Școala Vâlceană, Rm. Vâlcea, 1984.
- Gheorghe     Cristescu, Dorel-Mihai Constantinescu, Alexandru Pap, Alexandru Măruță, Tratamente     bioenergetice la îndemâna tuturor, Fundația Română pentru Tineret     Vâlcea, 1992.
- Povestea     apei grele la Râmnicu Vâlcea, în sistem duplex, Editura     Antim Ivireanul, 2023.
- De la apa     grea la inteligența artificială, Editura Antim Ivireanul,     2024.

Contribuția la tehnologia de fabricare a apei grele, precum și alte lucrări realizate, sunt atestate prin lista anexată (Anexa nr. 1).
Participarea la conferințe se poate viziona în lista anexată (Anexa nr. 2).
Participări la diverse activități științifice: membru în comisii de doctorat (Anexa nr. 3).
1. ↑  Constantinescu, Dorel-Mihai (2023). Povestea apei grele la Râmnicu Vâlcea. Antim Ivireanul. pp. 1–137.
2. ↑  Mihai Călugărițoiu. „„Uzina G... o amintire frumoasă în istoria tehnicii românești"”.
3. ↑  Cultuta Ars Mundi. „DOREL-MIHAI CONSTANTINESCU : POVESTEA APEI GRELE la Râmnicu Vâlcea”.
4. ↑  „Contributii științifice în producerea apei grele la Râmnicu Vâlcea”.
5. ↑  Dinca, Ramona (23 octombrie 2023). [https:tvr-craiova.ro „Povestea apei grele la Râmnicu Vâlcea”]. tvr Craiova. Accesat în 23 octombrie 2023.